# Athani
Athani is een panchayatdorp in het district Erode van de Indiase staat Tamil Nadu. 

## Demografie
Volgens de Indiase volkstelling van 2001 wonen er 8.453 mensen in Athani, waarvan 51% mannelijk en 49% vrouwelijk is. De plaats heeft een alfabetiseringsgraad van 53%.